# Frontière entre le Brunei et la Malaisie
La frontière entre le Brunei et la Malaisie, concernant l’État de Sarawak, est constitué de deux segments :
- l'un englobant les districts brunéiens de Belait, Brunei-Muara et Tutong, formant l’essentiel du territoire du sultanat.
- l'autre entourant l’enclave que forme le district de Temburong, dont la section occidentale est formé en partie par le fleuve Pandaruan.

En 2005, le Brunei se protège contre l'immigration venant de son voisin en érigeant le mur du Brunei/Limbang.